# Edu Coimbra
Eduardo Antunes Coimbra (* 5. února 1947, Rio de Janeiro), známý jako Edu, je bývalý brazilský fotbalista, který hrál jako útočící záložník a později se stal trenérem.
Hrál za kluby: CR Vasco da Gama, Bahia, Flamengo, Brasília a Campo Grade.
Trénoval: Brazilská fotbalová reprezentace, CR Vasco da Gama, Irácká fotbalová reprezentace, Botafogo, Fluminense a další.